# Horní Světlá (Větřní)
Horní Světlá (německy Ober Zwiedlern) je zaniklá osada v katastrálním území Záhoří u Větřní.

## Poloha
Horní Světlá se nachází v nadmořské výšce 720 m na jižním svahu vrchu Hrubec (843 m) v Rožmberské vrchovině.

## Historie
První písemná zmínka pochází z roku 1410. V roce 1910 zde stálo 25 domů, v nichž žilo 154 obyvatel – všichni německé národnosti. V letech 1938 až 1945 byla ves v důsledku uzavření Mnichovské dohody přičleněna k nacistickému Německu. Ve vsi stávala kaple Panny Marie Pomocné s věžičkou, která byla po zániku osady zbořena.